# Sons of Daniel Boone

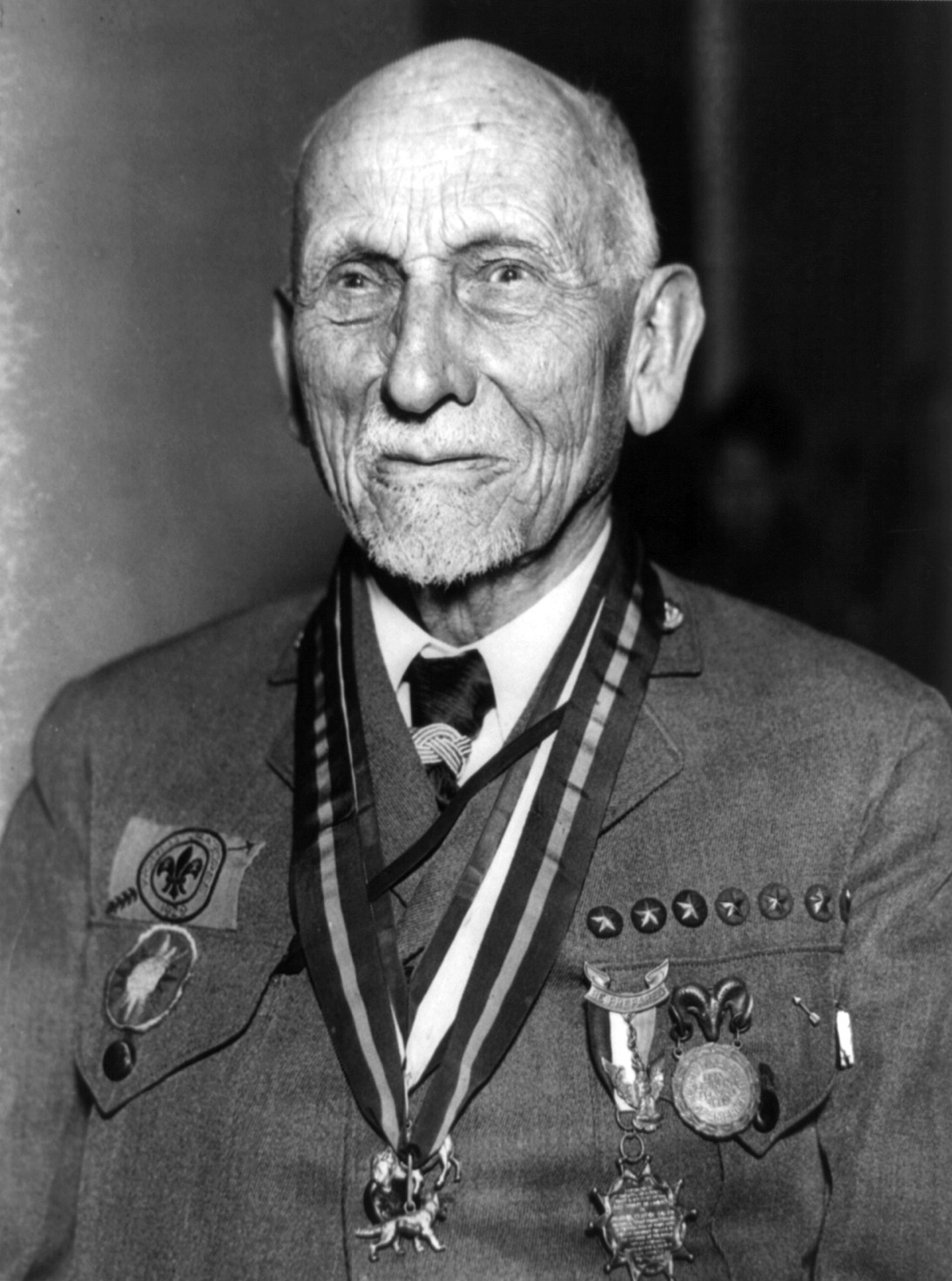
Daniel Carter Beard, autor, ilustrador e líder juvenil estadunidense.

Sons of Daniel Boone (às vezes chamado de Society of the Sons of Daniel Boone) foi um programa juvenil desenvolvido por Daniel Carter Beard em 1905 baseado no fronteiriço estadunidense. Em 1910, Dan Beard se juntou aos Escoteiros da América (BSA) como um de seus comissários escoteiros nacionais. Na época, ele fundiu seu grupo na recém-criada BSA.

## Formação
Os jovens eram organizados em grupos chamados fortes. Os oficiais do forte adotavam identidades de fronteiriços e usavam insígnias específicas:
| Fronteiriço        | Cargo            | Emblema                         |
| ------------------ | ---------------- | ------------------------------- |
| Daniel Boone       | Presidente       | Chifre de pólvora               |
| David Crockett     | Vice-presidente  | Chapéu de pele de guaxinim [en] |
| Kit Carson         | Tesoureiro       | Ponta de flecha de sílex        |
| Simon Kenton       | Guardião da arma | Machadinha                      |
| John James Audubon | Bibliotecário    | Pássaro                         |
| Johnny Appleseed   | Florestal        | Árvore                          |
| George Catlin      | Pintor de totem  | Cabeça de búfalo                |

O vestuário dos jovens inspirava-se na indumentária de pele [en] com franjas dos pioneiros. Não havia níveis ou ascensões, mas os jovens podiam ganhar notas e notas máximas por conquistas em várias áreas.
Beard começou a divulgar o programa em sua coluna na Recreation Magazine em março de 1905. Em abril de 1906, ele ingressou na equipe da revista Woman’s Home Companion (WHC). Quando ele deixou essa revista em 1909 e se juntou à Pictorial Review, ele precisou mudar o nome do programa Boy Pioneers of America por uma questão de direitos autorais da WHC.
O manual do programa foi publicado somente em 1909, sob o título de Boy Pioneers: Sons of Daniel Boone.
Com base em alguns dos escritos originais de Daniel Carter Beard, a distinção honorífica de acampamento de verão Sons of Daniel Boone foi fundada em 2006 pelo Concílio dos Grandes Rios [en] no Missouri, na Reserva Escoteira Hohn e no Acampamento Thunderbird. Desde sua criação, mais de seiscentos escoteiros se tornaram membros honorários.